# Городищенська сільська рада (Березнівський район)
Городи́щенська сільська́ ра́да — колишній орган місцевого самоврядування в Березнівському районі Рівненської області. Адміністративний центр — село Городище.

## Загальні відомості
- Городищенська сільська рада утворена в 1939 році.
- Територія ради: 43,489 км²
- Населення ради: 5 239 осіб (станом на 2001 рік)

## Населені пункти
Сільській раді були підпорядковані населені пункти:
- с. Городище
- с. Орлівка

## Склад ради
Рада складалася з 30 депутатів та голови.
- Голова ради: Діхтяр Григорій Феодосійович
- Секретар ради: Городнюк Валентина Олексіївна

### Керівний склад попередніх скликань
| ПІБ                          | Основні відомості                                                 | Дата обрання | Дата звільнення |
| ---------------------------- | ----------------------------------------------------------------- | ------------ | --------------- |
| Діхтяр Григорій Феодосійович | Сільський голова, 1962 року народження, освіта вища, безпартійний | 26.03.2006   | 31.10.2010      |
| Діхтяр Григорій Феодосійович | Сільський голова, 1962 року народження, освіта вища, безпартійний | 31.10.2010   |                 |

Примітка: таблиця складена за даними сайту Верховної Ради України